# Two poems for orchestra
Two poems for orchestra is een compositie van Frank Bridge. Om onderscheid te maken met de andere “poems” die hij schreef wordt de titel soms uitgebreid tot Two poems for orchestra after Richard Jeffries. Bridge schreef deze werken met twee gedichten van Richard Jefferies voor ogen. Hij voorzag beide "gedichten" van twee inleidingen.
Deel 1 is genoemd naar The open field uit 1885 met het citaat:

"Those thoughts and feelings which are not sharply defined, but have a haze of distance and beauty about them, are always the dearest".

Het stukje van ongeveer 8 minuten wordt gespeeld in Andante moderato e semplice. Het neemt in de versie van Bridge voor wat betreft thema afstand van de Eerste Wereldoorlog met haar verschrikkingen.
Deel 2 is genoemd naar The story of my heart uit 1883 met het citaat:

"How beautiful is delight to make the World joyous! The song should never be silent, the dancer never still, the laugh should sound like water which runs for ever".

Dit stukje van circa 4 minuten wordt gespeeld in tempo Allegro con brio. Hiervoor geldt hetzelfde als voor The open field.
De eerste uitvoering vond plaats onder leiding van Bridge zelf; hij dirigeerde het Queen's Hall Orchestra in hun muziekzaal Queen’s Hall op 1 januari 1917.

## Discografie
- Uitgave Chandos: BBC National Orchestra of Wales o.l.v. Richard Hickox uit 2000